# Шпага

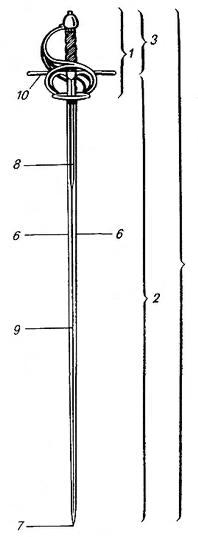
Диаграмма шпаги: клинок состоит из полосы (2) и хвостовика (3). Заточенные грани клинка назывались лезвиями (6); сходясь на конце, они образуют остриё (7). Клинок мог иметь долы (8), рёбра (9). У поздних шпаг клинок мог быть однолезвиевым. Крестовина (10)

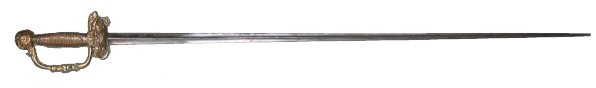
Классическая шпага, от которой происходят спортивные шпаги

Шпа́га (пол. szраdа, szpaga, англ. spade — «лопата», итал. sраdа — «меч», лат. spatha — «меч, лопата», от греч. σπάθη — «бедро, широкий меч») — холодное колюще-рубящее или колющее оружие, разновидность меча, состоящее из длинного (около одного метра и более), прямого одно-, двухлезвийного или гранёного клинка и рукояти (эфеса) с дужкой и гардой различной формы. В спортивном фехтовании существуют также рапира и эспадрон. Но если рапира возникла как облегчённая шпага, то эспадрон имеет независимое происхождение (он был призван имитировать при тренировке лёгкую фехтовальную саблю).
В раннем варианте шпага представляла собой универсальный сравнительно лёгкий и длинный меч, оснащённый сложной гардой, которым можно было как колоть, так и рубить, а сложная гарда сносно защищала пальцы и при отсутствии латной перчатки. А так как меч был непременным атрибутом костюма придворного, то появилась облегчённая версия «придворного» меча court sword, именуемая исп. espada ropera меч «для одежды», которым уже нельзя было рубить, хотя имевшиеся лезвия позволяли наносить секущие и режущие удары. Впоследствии, под влиянием французской школы фехтования, шпага стала короче, а затем утратила лезвия, превратившись в гранёный клинок, заметно уступающий длиной как ранним шпагам, так и кончару, похожему на шпагу гранёному клинку, длина которого позволяет кавалеристу добить упавшего на землю противника. При этом в некоторых странах новые шпаги, потеряв в длине, сохранили одно, а то и оба лезвия. У поздних шпаг лезвие (в отличие от острия) не затачивалось вообще. Вес шпаги обычно лежал в пределах от 1 до 1,5 кг (кавалерийский вариант).
За короткое время шпага получила распространение не только в армии, но и в качестве гражданского оружия среди богатых людей и дворян, постепенно став в Европе одним из атрибутов благородного сословия. Шпага была признанным отличительным знаком дворянина. Лишение дворянского титула сопровождалось так называемой «гражданской казнью», переломом шпаги в присутствии свидетелей (обычно на лобном месте, при стечении народа и после оглашения приговора, иногда — над головой приговорённого).
Шпага — один из классических видов оружия, используемых для фехтования.

## История

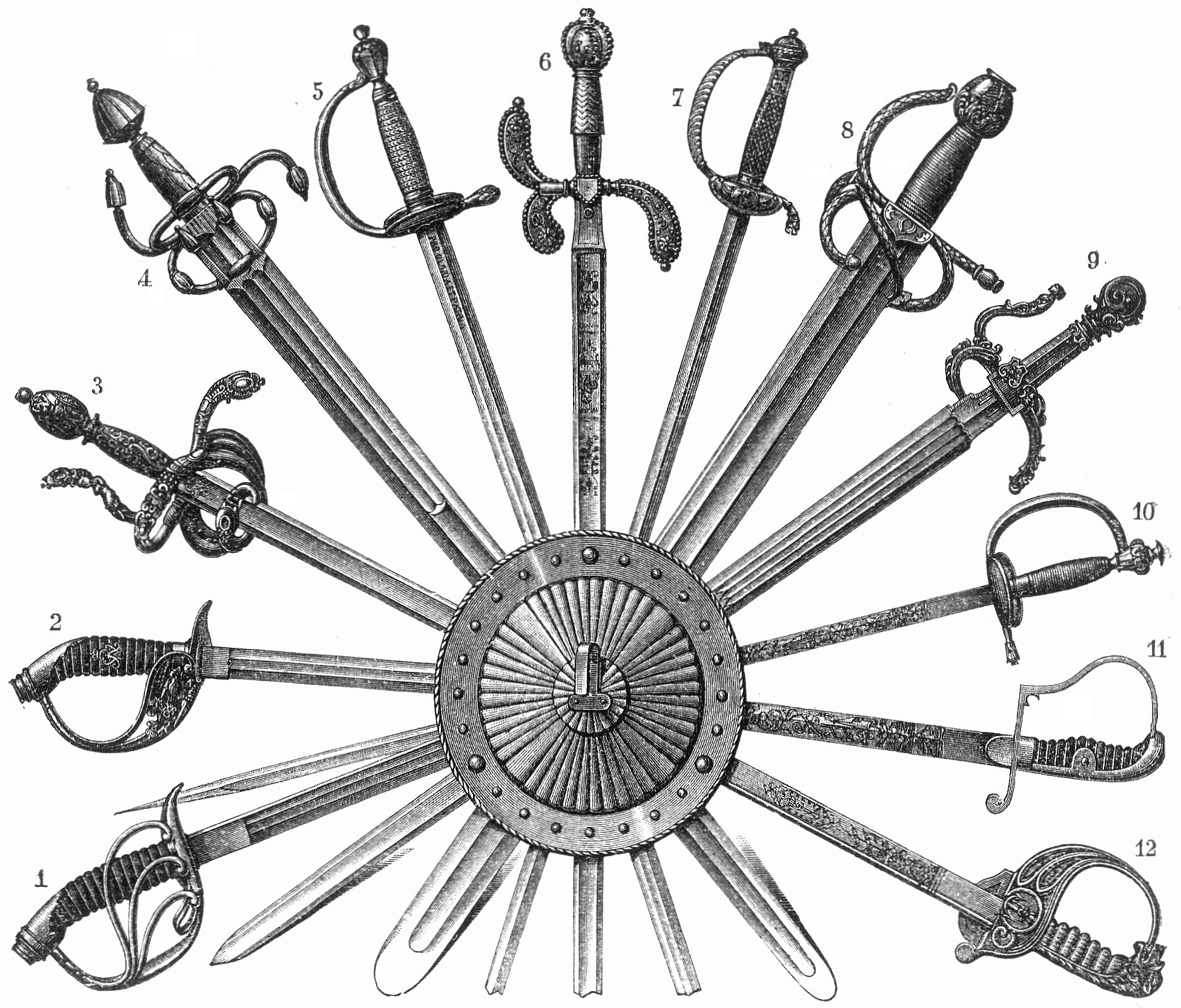
Различные исторические шпаги

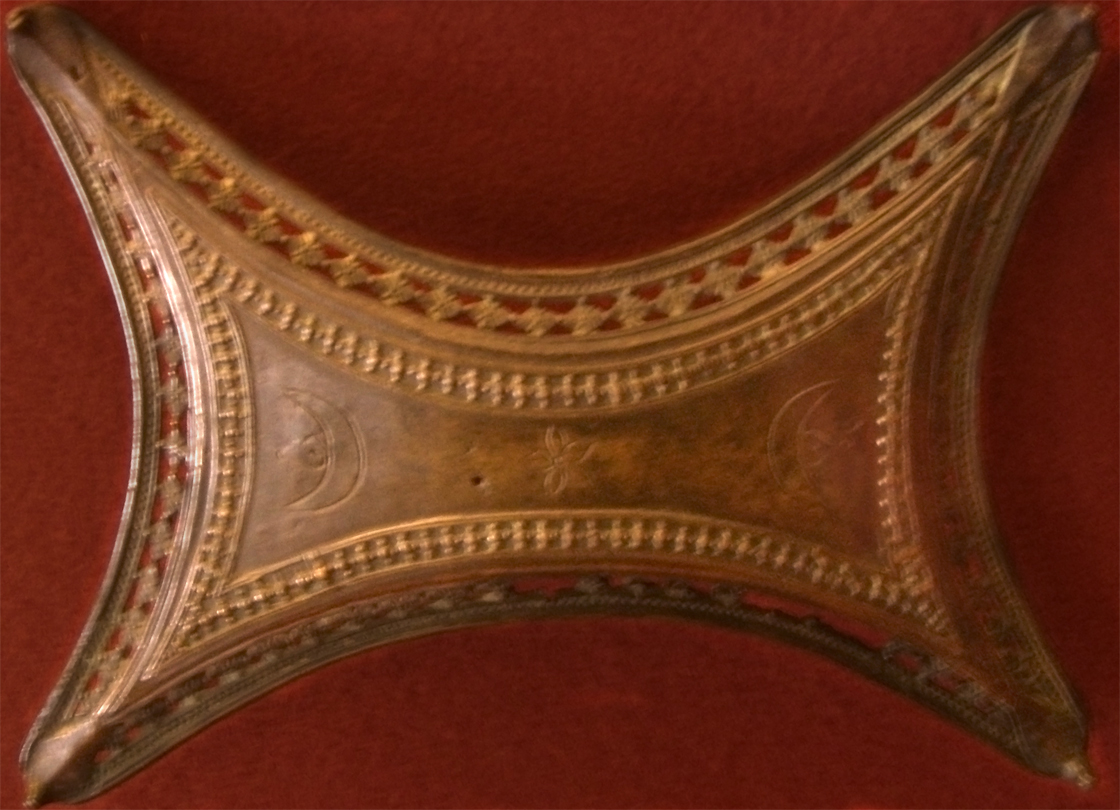
Фехтовальный щиток «Боче», начало XVI в. Применялся в качестве щита

С распространением стальных доспехов, разрубить которые крайне сложно, на практике почти невозможно, рубящие удары стали применяться всё реже, но колющий удар сохранял свою актуальность для сочленений лат и других слабых мест защитного вооружения. Меч становился более узким и тонким, превращаясь из рубяще-колющего в колюще-рубящий. Первые шпаги появились в Испании в 1460-х годах (во времена готического доспеха), представляя собой меч, оснащённый сложной гардой. Поскольку боевой меч из-за большого веса мало подходил для повседневного ношения, то многие дворяне, появляясь при дворе, носили облегчённые парадные или церемониальные мечи. Исключением не стала и шпага, облегчённая разновидность которой к концу XV века получила в Испании название — исп. espadas roperas (буквально «меч для одежды», то есть не для доспеха), что перешло в другие языки под названием рапира. Как оказалось, данное оружие, будучи достаточно лёгким для постоянного ношения, тем не менее в случае опасности позволяло эффективно защищаться и атаковать и при отсутствии доспеха и щита, в связи с чем получило широкое распространение. В результате произошло разделение шпаг на гражданские и боевые, изначально отличавшиеся лишь весом, при наличии лезвий и длине чуть более метра. На протяжении XVI—XVIII веков боевые шпаги находились на вооружении войск, главным образом, у кавалеристов и офицеров, постепенно вытесняясь палашами и саблями.
Что касается гражданских шпаг, то на протяжении XV—XVII веков гражданские шпаги отличались от военных лишь весом и более узким клинком, являясь длинными заточенными рапирами. Но к 1660-м годам во Франции появилась короткая гражданская шпага, обеспечивавшая за счёт меньшего веса более быстрое фехтование, что впоследствии привело к вытеснению более длинных гражданских шпаг. Облегчение веса было достигнуто не только за счёт уменьшения длины клинка, но и за счёт того, что гранёный клинок при меньшем весе может обеспечить большую жёсткость, чем клинок с лезвиями. Изначально клинок короткой гранёной шпаги имел шестигранную форму с долами, но уже к концу 1660-х годов возникла трёхгранная форма с долом (столь популярная у спортивных шпаг), которая очень долго продолжала сосуществовать с шестигранной. Изначально трёхгранный клинок был очень широким у основания, а классическую узкую форму он, постепенно сужаясь, приобрёл к эпохе Наполеона. Что касается шестигранного клинка, то долы стали необязательны, а в Германии и Нидерландах шестигранные клинки обзавелись у основания клинка широкой усиленной зоной, предназначенной для приёма удара более тяжёлого оружия, аналогичной рикассо. Однако не все короткие шпаги были гранёными, так, например, в Италии клинки коротких шпаг имели оба лезвия, отличаясь от рапиры лишь размерами, а в Англии клинки коротких шпаг по уставу были обязаны иметь одно лезвие, аналогичное эспадрону. Огромную роль в популяризации коротких гранёных шпаг сыграл шведский наёмник граф Филипп Кристоф фон Кёнигсмарк, его роль была столь значима, что изобретение такой шпаги сами французы стали приписывать ему, а такой тип шпаги называть колишемард (фр. Colichemarde), однако, исследования Эварта Окшотта показали, что этот тип шпаги появился во Франции за несколько лет до его рождения.
С эпохой Наполеона завершилось развитие шпаг как боевого и гражданского оружия. И дальше шпага продолжила эволюционировать уже как спортивное оружие.

### Про термин «шпага»
Шпага изначально не воспринималась как отдельный вид оружия, и потому во многих европейских языках носила и носит название «меч» — исп. espada, итал. spada, фр. épée, англ. sword, и только в немецком языке получила своё, отдельное, название — нем. Degen. Но даже в немецком языке боевые шпаги часто именовались мечами — нем. Reitschwert (буквально «рейтарский» меч, или меч всадника). Более того, словом нем. Degen (от франкского daga) до XVI века в немецком языке называли не шпаги, а кинжалы. И в XVI веке, когда слово нем. degen стало названием шпаг, кинжалы стали называться нем. Dolch (от лат. dolequinus). Что касается английского языка, то для уточнения предназначения часто применяется целый ряд эпитетов:
- англ. court sword — придворный меч
- англ. town sword — городской меч
- англ. scarf sword — меч для орденской ленты
- англ. small sword — малый меч, для обозначения шпаги по отношению к более массивному англ. broad sword, включая палаши и шотландские мечи с гардой-корзинкой (не путать с англ. short sword — короткий меч),

при этом рыцарский меч именуется англ. great sword — большой меч.

### Про термин «рапира»
В русском языке существует изрядная путаница между шпагой и рапирой, возникшая оттого, что словом «рапира» переводят вид спорта, относящийся к оружию, называемому англ. foil / итал. fioretto / фр. fleuret / нем. florett / исп. florete (четырёхгранный колющий клинок), так и само слово англ. rapier/фр. rapiere/нем. rapier (в итальянском и испанском это слово отсутствует), которым часто называют шпаги. Эварт Оукшотт в своём труде «European Weapons and Armour. From the Renaissance to the Industrial Revolution» (ISBN 0-85115-789-0), исследуя развитие холодного оружия от ренессанса и до Наполеона, разграничивает рапиры от прочих шпаг на основании этимологии этого слова, которое происходит от испанского исп. espadas  roperas, означающего «меч, который носят с одеждой (не с доспехом)». Отделяет он их также и от более коротких шпаг XVII—XVIII веков (англ. small sword — дословно «малый меч»), таким образом, по классификации Оукшотта термин rapier относится к длинным клинкам с лезвиями, более лёгкими, чем боевые шпаги, а главным критерием, отличающим боевую шпагу от рапиры, является способность рубить, имеющаяся у боевых шпаг, но отсутствующая (из-за недостаточной тяжести клинка) у рапир. В то же время из-за большей длины рапира тяжелее коротких шпаг.

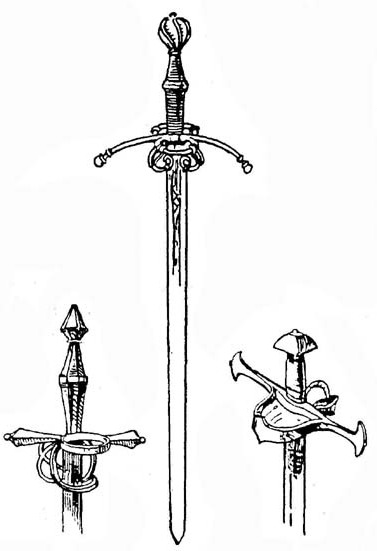
Боевые шпаги или рейтарские мечи (Reitschwert); мечи слева и в центре по классификации Окшотта являются полуторными мечами в баварском стиле

### Типология классических шпаг
Согласно классификации Эварта Оукшотта в книге «European Weapons and Armour. From the Renaissance to the Industrial Revolution», шпаги делятся на три типа:
- нем. Reitschwert (буквально «меч всадника» или «меч рейтара») — предназначен для военного применения и является достаточно тяжёлым для рубки[3] (именно этот клинок часто называют в русскоязычных источниках «боевой шпагой»). Данный тип шпаги (одновременно являвшийся мечом) был наиболее популярен в кавалерии XVI века, но в XVII веке был потеснён саблями и палашами.[11]
- фр. rapiere (рапира, от исп. espada ropera — буквально «меч для одежды (то есть, не для доспехов)») — предназначен для ношения с гражданской одеждой и является слишком лёгким для рубки, но тем не менее в классическом (не спортивном) варианте имеет лезвия[3]. Данный тип шпаги был наиболее популярен в XVI веке, но в XVII веке был постепенно почти вытеснен более лёгкими (за счёт меньшей длины) шпагами (длина классической рапиры чуть больше метра).[12]
- англ. smallsword (буквально «малый меч», названный так в противопоставлении средневековому «большому мечу» англ. greatsword) — отличается от рапиры ещё более лёгким (за счёт заметно меньшей длины) клинком. Появившись в середине XVII века под влиянием французской школы фехтования фр. Academie d'Armes, основанной в конце XVI века, впоследствии практически вытеснил другие типы шпаг.[4]

Что касается тех тяжёлых шпаг, которые одновременно являются полуторными мечами, то по классификации Оукшотта они относятся не к боевым шпагам (которые Оукшотт именует немецким словом нем. Reitschwert), а к полуторным мечам. К полуторным мечам он также относит рыцарские мечи типа англ. great sword (великий меч), нередко отличающиеся от классических полуторных мечей более короткой рукоятью (для сравнения, боевые шпаги могут отличаться от классических полуторных мечей более сложным эфесом). В то же время Бехайм не отделяет, согласно германской традиции, такие шпаги от рейтшвертов (рейтарских или кавалерийских мечей), отделяя их от риттершвертов (рыцарских мечей). Однако, Бехайм отделяет рейтшверты (нем. Reitschwert) от собственно шпаг (нем. Degen), Оукшотт же, напротив, ставит знак равенства между нем. Degen и нем. Reitschwert. Что касается типологии, то, в отличие от Оукшотта, Бехайм не строит никакой типологии, ограничиваясь простым приведением примеров.

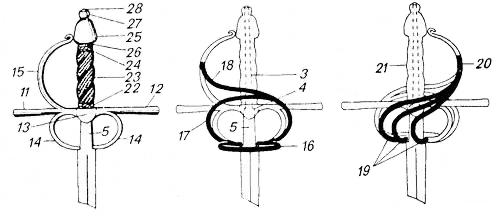
Устройство эфесов боевых шпаг

Согласно типологии Оукшотта, эфесы шпаг XVI века делятся на:
- эфес в одну четверть (англ. quarter hilt) — имеет крестовину, полукруглые дужки перед крестовиной, одинарное нижнее кольцо или ветвь, контр-гарда как правило из одной дужки (петли).
- половинный эфес (англ. half hilt) — имеет крестовину, полукруглые дужки перед крестовиной, двойное нижнее кольцо или ветви, контр-гарда как правило из двух дужек (петель).
- эфес в три четверти (англ. three-quarter hilt) — передняя ветвь крестовины загибается в сторону навершия образуя защитную дужку, полукруглые дужки перед крестовиной, двойное (иногда тройное) нижнее кольцо или ветви, контр-гарда как правило из двух дужек (петель).
- полный эфес (англ. full hilt) — имеет крестовину, полукруглые дужки перед крестовиной, сложное нижнее кольцо или ветви, защитную С-образную дужку, контр-гарда как правило из трёх дужек (петель).

в XVII веке эфесы шпаг обзавелись «раковиной» (англ. shell), а также дополнительными дугами и кольцами, породив тем самым несколько новых типов эфеса:
- паппенхеймер (англ. pappenheimer)
- «петля» (англ. loop hilt) — минимальный эфес из раздваивающейся дужки, образующей петлю (прикрывая руку) и крестовины
- «корзинка» (англ. basket hilt)
- «гнутый» (англ. swept hilt) — отличается от корзинки более толстыми «гнутыми» (swept) кольцами
- «тарелка» (англ. dish-hilt), иногда именуемый фламандским или сокращённо «фламбергом», внося тем самым путаницу между шпагами с «пламеневидным» клинком и шпагами с «фламандской» гардой — по мнению Оукшотта, именно от этого типа шпаг произошли короткие шпаги, от которых, в свою очередь, происходят спортивные шпаги
- кавалерийский (англ. cavalier hilt) — отличается от «фламандского», главным образом, наличием дужки, делающей его очень похожим на эфес коротких лёгких шпаг, однако, в отличие от фламандского эфеса, кавалерийский эфес применялся для тяжёлых боевых шпаг, а не для лёгких дуэльных
- «чаша» (англ. spanish cup hilt)
- «Бильбо» (англ. Bilbo hilt), от испанского города Бильбао

В эту типологию (по типам эфеса) попадают как боевые шпаги, традиционно именующиеся в английском языке «меч» — англ. sword, которые он именует германским термином нем. reitschwert, так и длинные гражданские шпаги с лезвиями, традиционно именующиеся во многих языках рапирами. Короткие же шпаги, именующиеся в английском языке «малый меч» — англ. small sword, Оукшотт выделяет в отдельный тип.

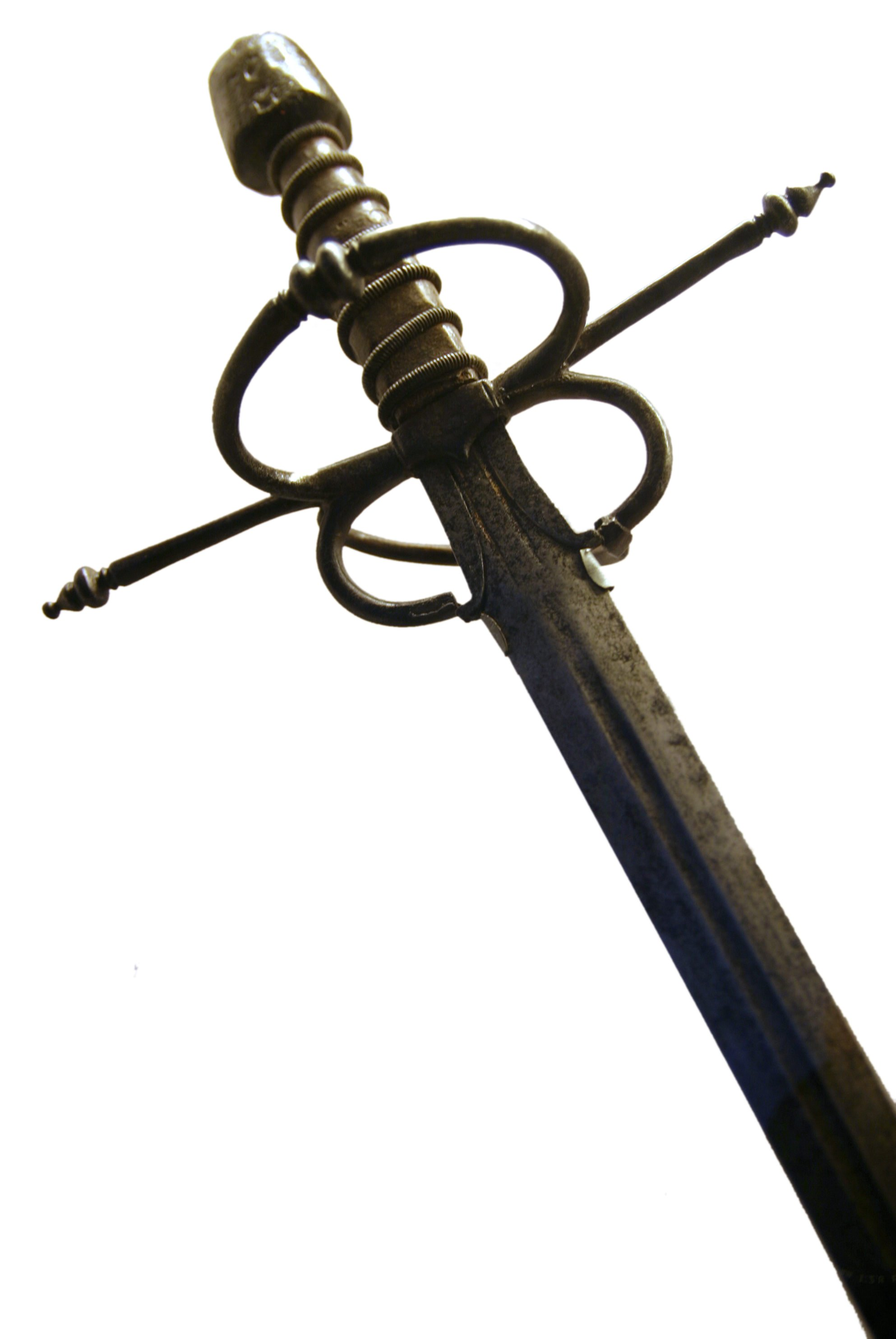
Эфес в одну четверть
Половинный эфес
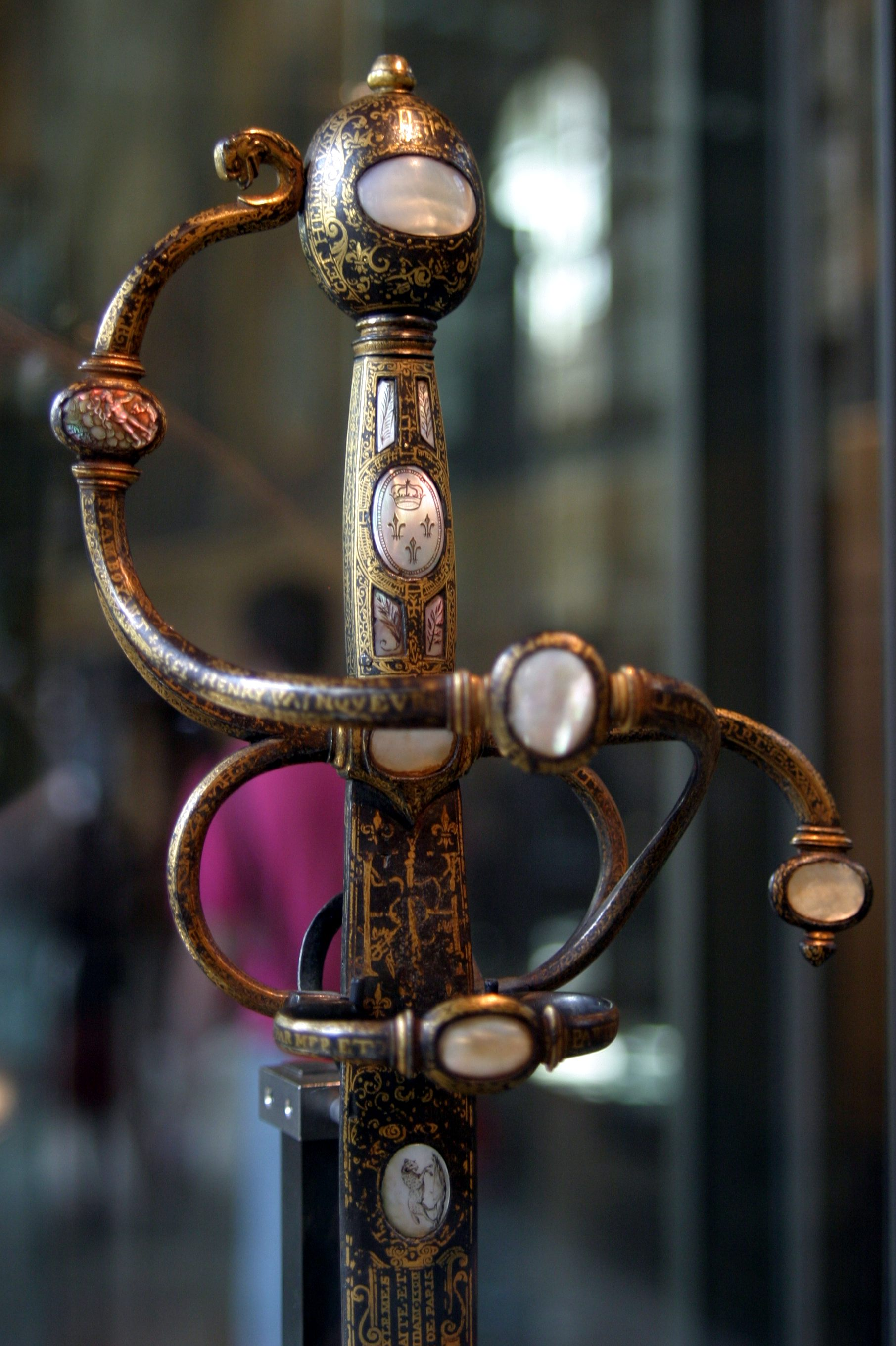
Эфес в три четверти
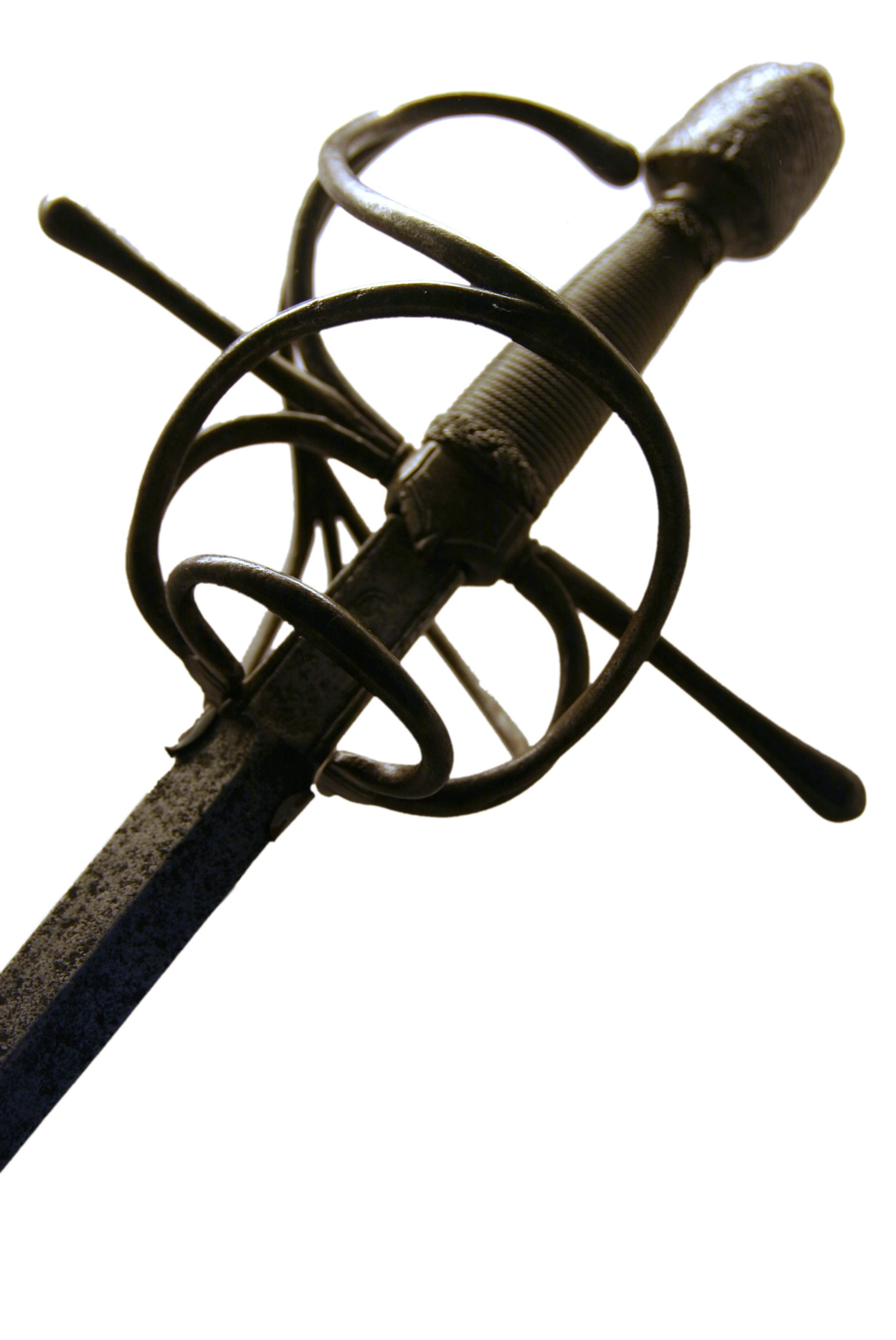
Полный эфес
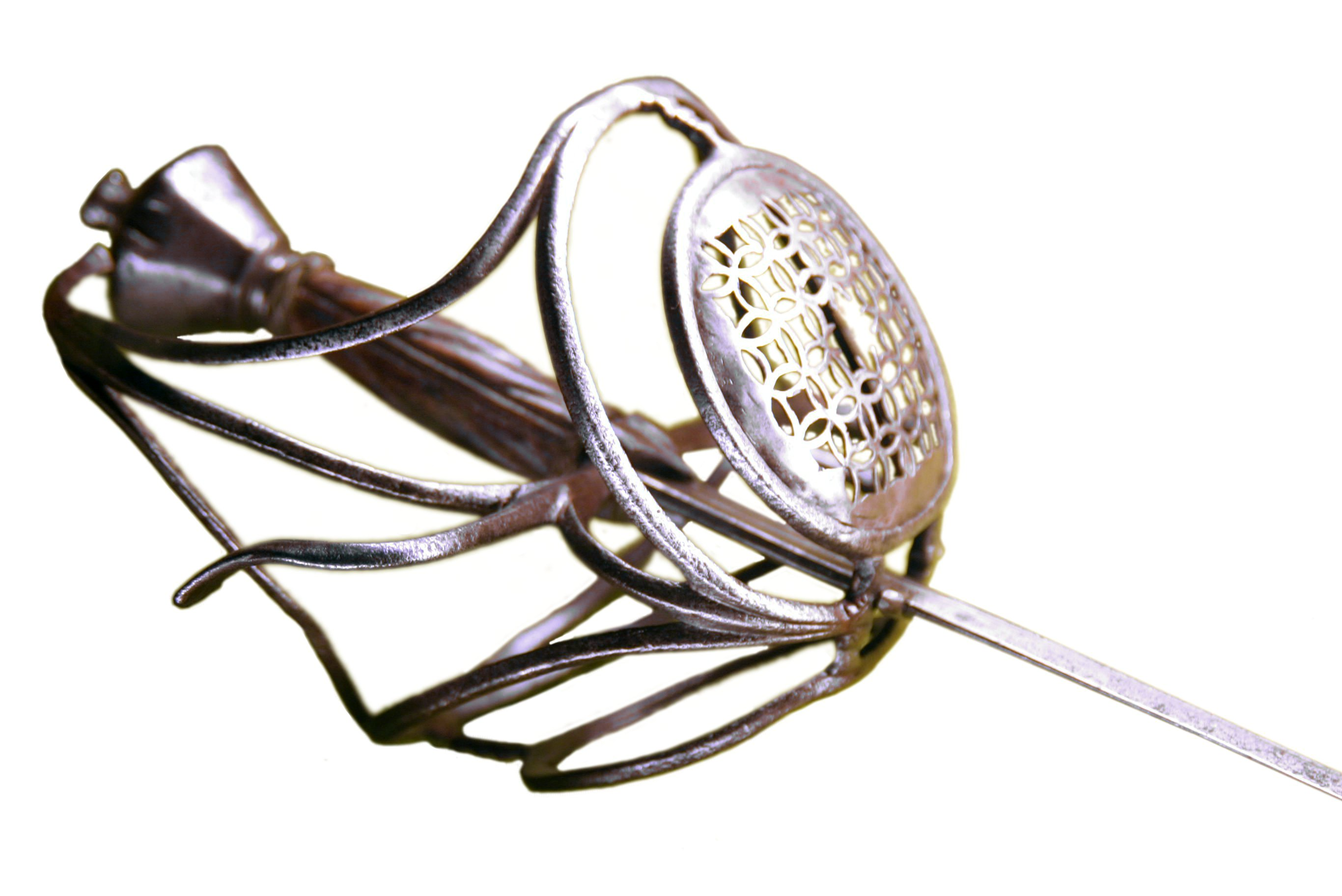
Паппенхеймер
Фламандский эфес
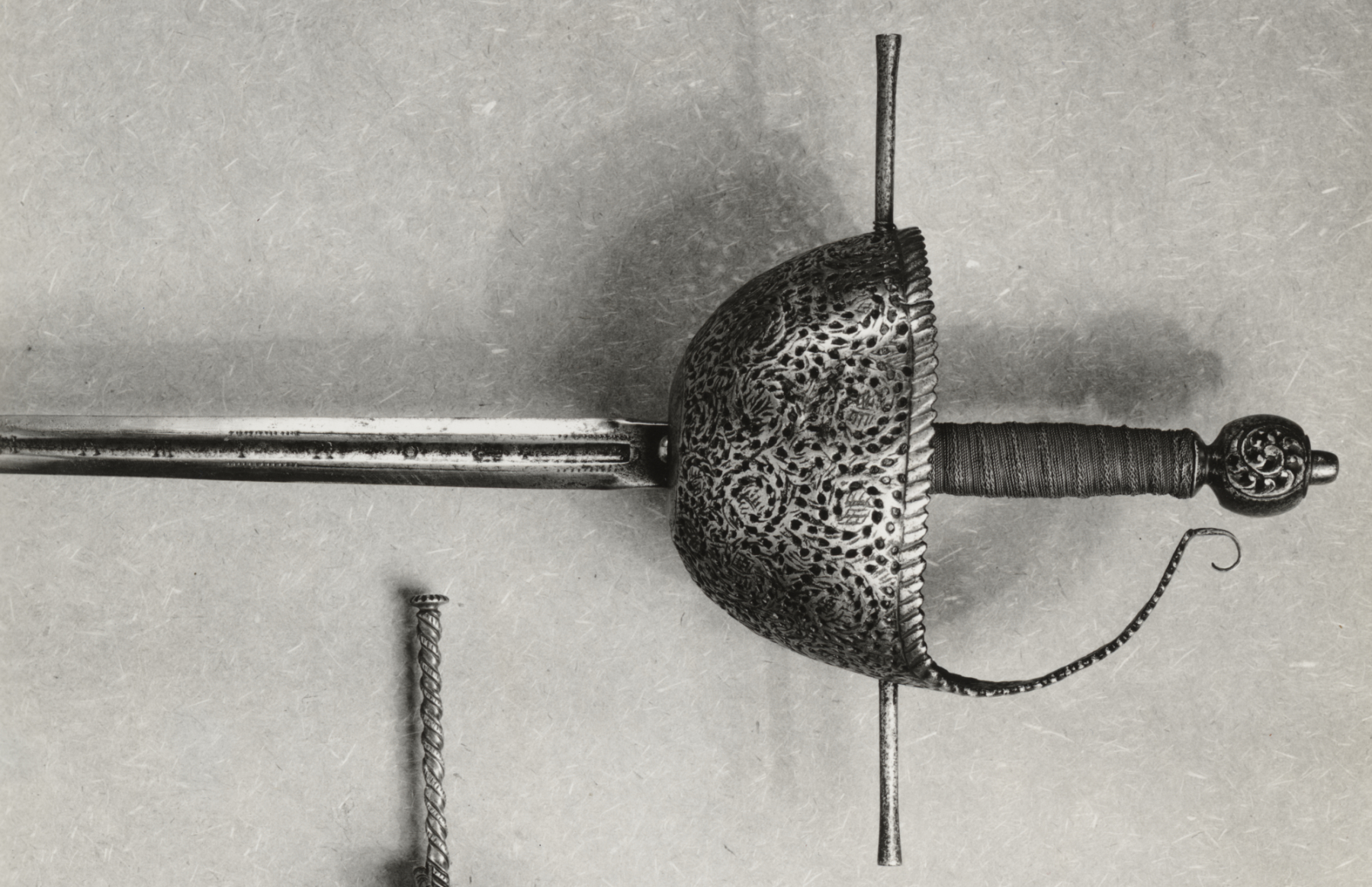
«Испанская чаша»
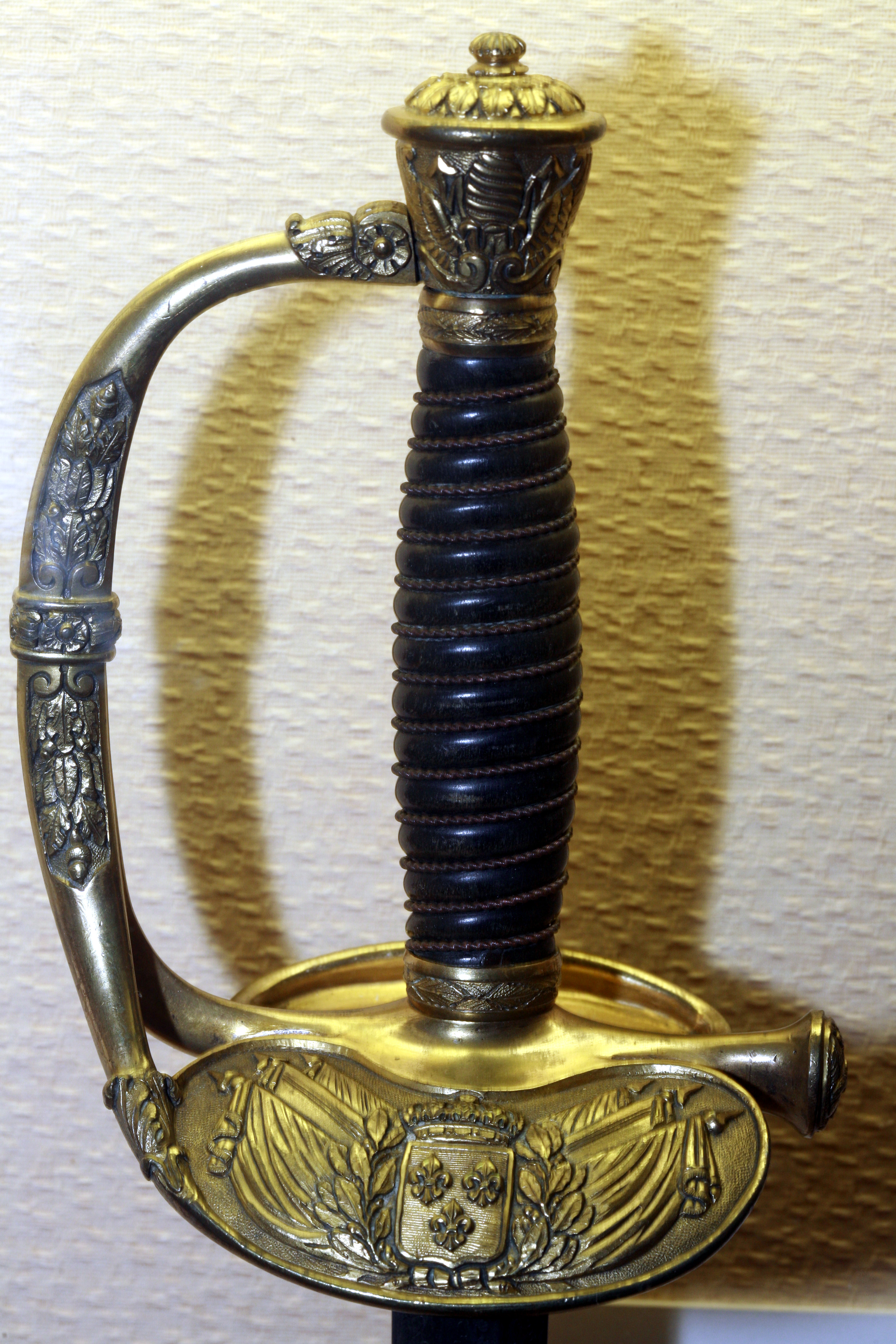
Эфес классической короткой шпаги

### Эволюция спортивных шпаг

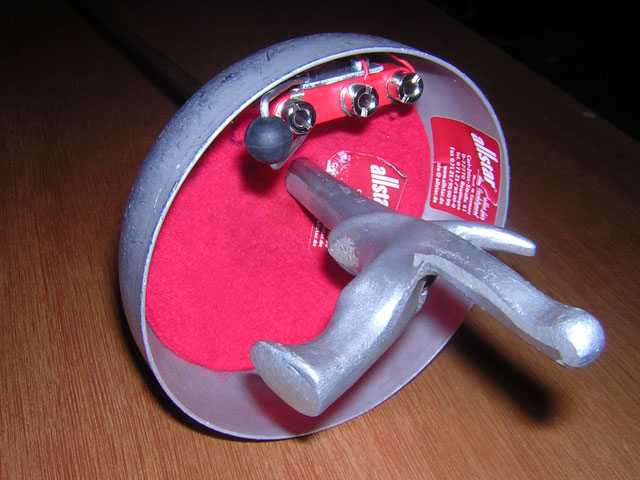
Пистолетная рукоять

В XIX веке итальянский мастер фехтования и аристократ Висконти, живший в Бельгии, изобрёл новый тип рукояти, известной как «пистолетная» или «бельгийская» рукоять, иногда называемая ортопедической.
С превращением фехтования в спорт испанская рукоять попала под запрет, как «нечестная», потому что её устройство рассчитано на то, чтобы держать шпагу за кольца в рукояти, но если её взять за конец — это даёт дополнительную дистанцию. Позднее под запрет также попали две разновидности «пистолетной» рукояти, известные как Cetrulo и Gardere.

## Фехтование шпагой
Главной особенностью шпаги является наличие сложной гарды, хорошо защищающей руку, именно эта гарда позволяет без риска для пальцев использовать защиты, основанные на коротких лаконичных движениях. Для сравнения, при фехтовании китайским мечом цзянь, имеющим клинок, аналогичный клинку боевой шпаги, в связи с минимальной гардой для защиты часто используются длинные размашистые движения, которые в европейском фехтовании характерны для полуторных мечей, а не для шпаги. Явное преобладание колющих ударов над всеми прочими объясняется тем, что гражданские шпаги были слишком легки для рубящих ударов, а боевые изначально применялись против противников в доспехах, поразить которых легче всего уколом в уязвимое место.

### Испанская школа
В отличие от прочих региональных школ фехтования шпагой (фактически сохранившихся лишь в виде театрально-сценического фехтования) относительно успешно пережила соперничество с французской школой фехтования, перейдя в филиппинские боевые искусства — в арнис, эскрима и кали, где до сих пор широко преподаётся и носит испанское название исп. espada y daga (эспада и дага), с той разницей, что в филиппинском варианте вместо шпаги и даги используются мачете и нож.

### Итальянская школа
Именно итальянцы первыми создали принцип «убивать остриём, а не лезвием». В качестве второго оружия часто использовались кинжал или дага. Но могли использовать как кулачный щит, так и плащ, а опытные фехтовальщики умели фехтовать двумя шпагами одновременно.

### Немецкая школа
Характерной особенностью является относительное обилие рубящих и режущих ударов. В качестве вспомогательного оружия рейтарами часто применялся тяжёлый кавалерийский пистолет (длиной чуть менее метра) с тяжёлым окованным навершием-противовесом, которым, удерживая за ствол, наносили удары, как дубинкой. Кроме того, в Баварии были популярны шпаги, одновременно являющиеся полуторными мечами, которыми можно нанести тяжёлый рубящий удар двумя руками, подхватив шпагу за «яблоко».

### Английская школа
В качестве вспомогательного оружия были популярны как малый щит-кастет (именуемый баклер), так и кинжал/дага (в английском языке это одно и то же слово англ. dagger).
В начале развитие школы шло на использование лёгкого меча и щита-баклера, которые позже сменяются использованием палаша. Позже элементы из европейских школ фехтования начали появляться на островах Британии. Первыми трудами по английскому фехтованию принято считать трактаты сэра Уильяма Хоупа. В его работах можно было найти и приёмы, присущие французской школе, и чисто английские фехтовальные движения. Английская школа использовала и уколы, и удары, иногда предписывала различное оружие второй руки: от щита-баклера до пистолета, взятого за ствол.

### Французская школа
Именно эта школа породила укороченный гранёный клинок и, постепенно вытеснив все другие школы фехтования, послужила основой для современного спортивного фехтования. Изначально французская шпага имела лезвия и большую длину, но облегчение шпаги сначала за счёт укорочения, а затем и потери лезвий, позволило фехтовать быстрее, чем противник с длинным, но тяжёлым клинком. При этом в эпоху Короля-Солнце, наряду с лёгкими трёхгранными шпагами, всё ещё продолжали существовать и использоваться полуторакилограммовые тяжёлые клинки метровой длины.

## Шпага в России
Первые шпаги ставили на вооружение стрельцам, однако они не получили широкого распространения, заметно уступая по популярности саблям.
В русской армии — в 1741 г. заменена у солдат пехоты полусаблей, позже и у офицеров — саблей. С XIX века (до 1917 г.) была принадлежностью формы одежды генералов и офицеров кирасирских полков вне строя, а также парадной формы гражданских чиновников.
Право на ношение шпаги было привилегией. Студенты часто получали право носить шпагу после окончания университета. Из всех университетов России только в Московском университете студент получал право на ношение шпаги уже при зачислении.

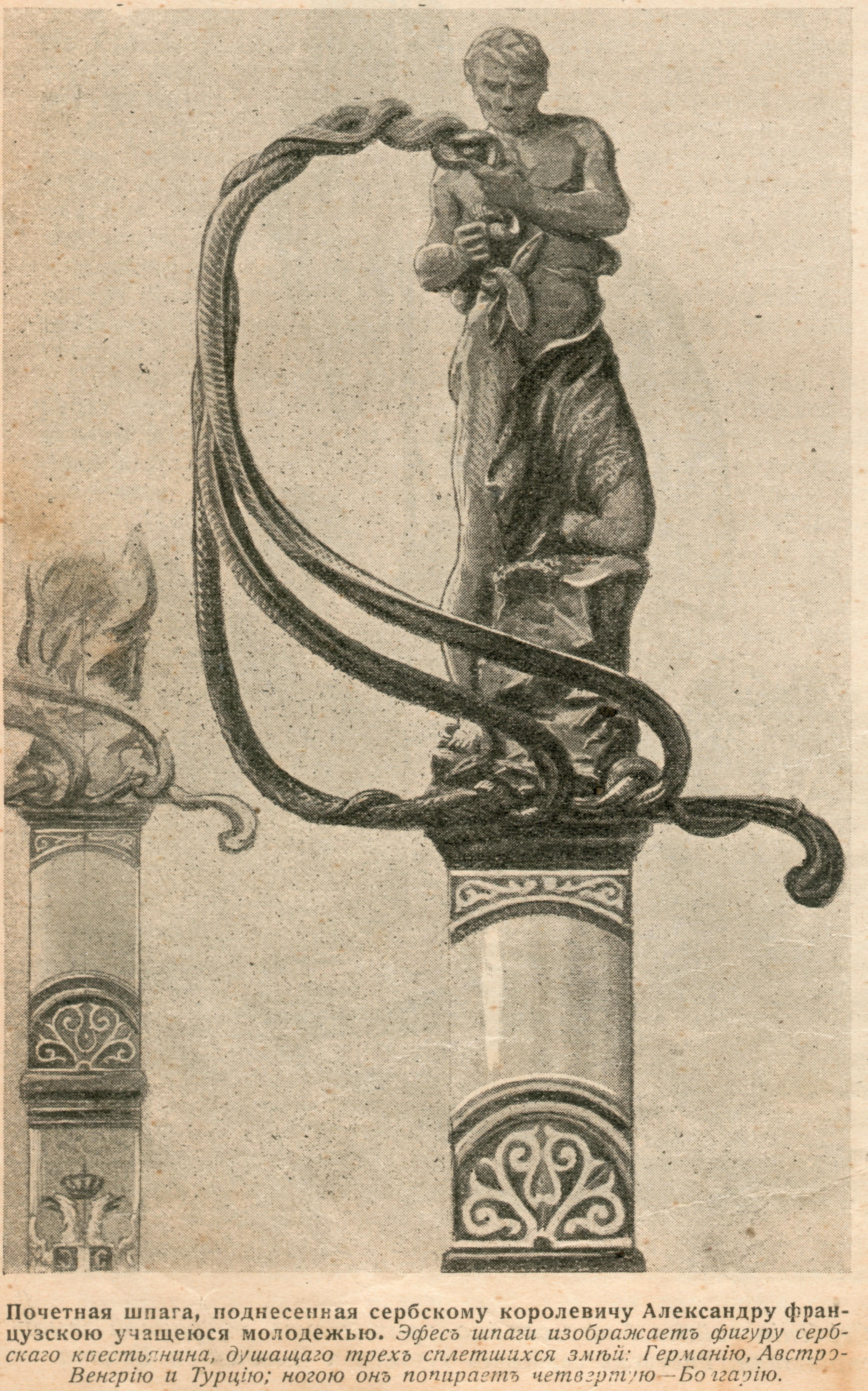
Французская шпага сербского королевича Александра 1916 года ПМВ. Серб-крестьянин душит трёх змей: Германию, Австро-Венгрию и Турцию, попирая ногой Болгарию.

## Спортивная шпага
Спортивная шпага — используемое в фехтовании оружие, состоит из стального гибкого клинка, защитной гарды и рукоятки. Главной характеристикой спортивной шпаги является клинок трёхгранного сечения (максимальная ширина граней 24 мм), утончающийся к вершине, на которой имеется наконечник с подвижным электроконтактным механизмом.
Стандартная длина спортивной шпаги составляет 110 см, масса 770 граммов.
Правилами фехтовальных соревнований устанавливают следующее: длина клинка до гарды не должна превышать 90 см, а стрела прогиба клинка не должна быть больше 10 мм, диаметр гарды должен составлять 135 мм, а монтажное отверстие должно располагаться на расстоянии не более 35 мм от центральной точки гарды. Размер рукоятки спортивной шпаги с гайкой должен быть не более 235 мм.
В XIX веке фехтование формируется как вид спорта.
Соревнования по фехтованию на шпагах проводятся как среди мужчин, так и женщин.
В 1860 году состоялся и первый официальный чемпионат России по фехтованию.
С 15 по 21 августа 1928 года в рамках I Всесоюзной спартакиады состоялся первый чемпионат СССР, в котором приняли участие 110 спортсменов из 13 республик, городов и районов. Список чемпионов страны открыли рапиристы Константин Фельдман и Екатерина Лопатина, саблист Юрий Мордовин, Николай Афанасьев, а также А.Нечаев, выигравший турнир по фехтованию на винтовках с эластичным штыком.
На Олимпийских играх женская шпага дебютировала в 1996 году в городе Атланта (США). Первой чемпионкой стала француженка Лаура Флессель.

## Шпага в культуре
Шпага ассоциируется с честью офицера или государственного служащего.
- Идиомы
  - «Продать шпагу» — поступить на наёмную военную службу за границу.
- Комедия плаща и шпаги — жанр испанской комедии нравов XVII века.
- Бретёр (заядлый дуэлянт) — слово произошло от французского названия шпаги.
- Глотание шпаг — название циркового трюка, заключающегося в частичном или полном глотании шпаги.